# Nazionale maschile di pallacanestro di Hong Kong
La nazionale di pallacanestro di Hong Kong è la rappresentativa cestistica di Hong Kong ed è posta sotto l'egida della Federazione cestistica di Hong Kong.

## Partecipazioni

### Campionati asiatici
- 1960 - 5°
- 1963 - 6°
- 1965 - 8°
- 1967 - 9°
- 1969 - 9°

- 1971 - 9°
- 1973 - 11°
- 1975 - 9°
- 1977 - 10°
- 1979 - 11°

- 1981 - 10°
- 1983 - 7°
- 1985 - 13°
- 1987 - 14°
- 1989 - 13°

- 1991 - 11°
- 1993 - 13°
- 1995 - 15°
- 1997 - 14°
- 1999 - 13°

- 2001 - 11°
- 2003 - 13°
- 2005 - 15°
- 2007 - 13°
- 2013 - 10°

- 2015 - 12°
- 2017 - 15°

### Giochi asiatici
- 1958 - 8°
- 1962 - 6°
- 1970 - 12°
- 1978 - 11°
- 1986 - 8°

- 1990 - 11°
- 1998 - 11°
- 2002 - 8°
- 2006 - 17°
- 2010 - 13°

- 2014 - 13°
- 2014 - 12°

## Formazioni

### Campionati asiatici
Campionato asiatico maschile di pallacanestro 20014 Heung, 5 Yeev, 6 Choi, 7 Yung, 8 Choy, 9 Lui, 10 Wu, 11 Chung, 12 Ng, 13 Sung, 14 Leung, 15 Tan,        All. -
Campionato asiatico maschile di pallacanestro 20034 Chau, 5 Yung M., 6 Choi, 7 Yung K., 8 Li W., 9 Lui, 10 Wu, 11 Poon, 12 Li K., 13 Lau, 14 Siu, 15 Tam,        All. -
Campionato asiatico maschile di pallacanestro 20055 Lo, 6 Leun, 7 Yung, 8 Leong, 9 Li, 10 Cheng, 12 Poon, 13 Law, 14 Szeto, 15 Wong,        All. -
Campionato asiatico maschile di pallacanestro 20074 Siu, 5 Lo, 6 Li K., 7 Lee, 8 Li W., 9 Chan, 10 Wu, 11 Poon, 12 Fong, 13 Wong, 14 Law, 15 Tam,        All. -
Campionato asiatico maschile di pallacanestro 20134 Lam, 5 Lau Ts., 6 Lee, 7 Li, 8 Chan S., 9 Lau Tu., 10 Chan Y., 11 Poon, 12 Fong, 13 Wong, 14 Reid, 15 Szeto,        All. Cheung Kwong-wai
Campionato asiatico maschile di pallacanestro 20154 So, 5 Lau, 6 Aung-Yeung, 7 Lee, 8 Chan, 9 Leung, 10 Xu, 11 Cheng, 12 Lin, 13 Wong, 14 Reid, 15 Szeto,        All. On Hing-king
Campionato asiatico maschile di pallacanestro 20174 Ko, 5 Lo, 6 Aung-Yeung, 7 Lee, 8 Chan, 9 Xu, 10 Lin, 11 Wong Y., 12 Fong, 13 Wong C., 14 Reid, 15 Chow,        All. On Hing-king

### Giochi asiatici
Pallacanestro ai XVIII Giochi asiatici2 Cheng H., 6 Leung, 7 Lam, 8 Lau, 10 Yang, 11 Cheng K., 16 Xu, 22 Chow, 27 Tsai, 30 Wu, 34 Szeto, 41 Au Yeung,        All. On Hing-king

## Nazionali giovanili
- Nazionale Under-18
- Nazionale Under-16